# Fome zero

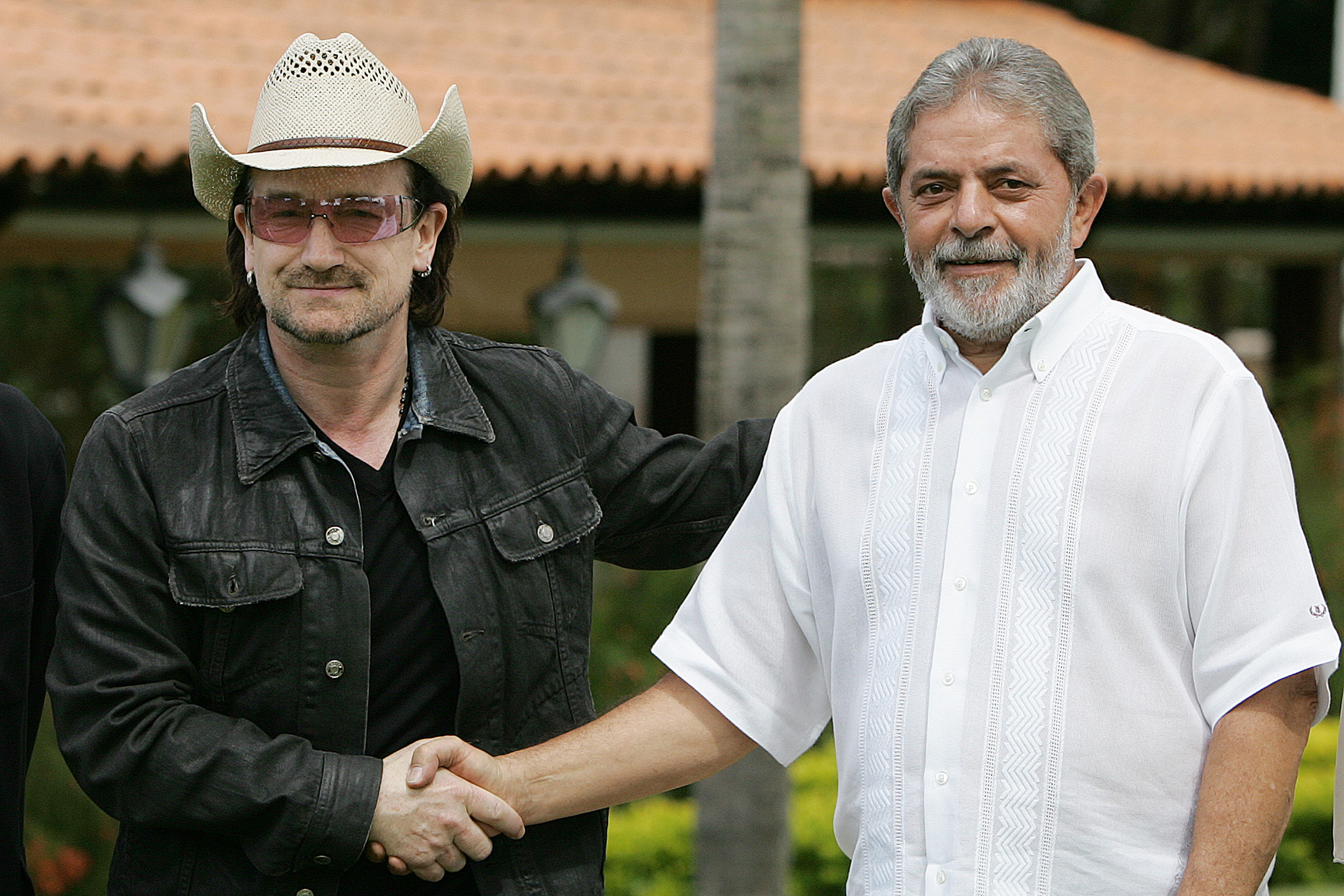
Bono incontra il Presidente brasiliano Luiz Inácio Lula da Silva. Bono ha donato una chitarra al progetto.

Il Fome Zero (termine portoghese che significa fame zero) è un progetto governativo brasiliano introdotto dal presidente Luiz Inácio Lula da Silva nel 2003 con l'obiettivo di sradicare la fame e l'estrema povertà in Brasile.

## Contenuti del Programma
Il programma è coordinato dal Ministério do Desenvolvimento Social e Combate à Fome (Ministero per lo Sviluppo Sociale ed il Contrasto alla Fame) e mette in atto la strategia del governo per garantire il diritto di accesso ai prodotti alimentari di base. Il programma prende forme diverse, che vanno da aiuti finanziari diretti alle famiglie più povere (con la tessera denominata Bolsa Família) a strategie diverse quali la costruzione di cisterne di acqua nelle zone semi-aride del Brasile, l'apertura di ristoranti a basso costo, l'educazione della popolazione a sane abitudini alimentari, la distribuzione di vitamine ed integratori del ferro, il sostegno alle fattorie a conduzione familiare e l'accesso al microcredito.
Fome Zero è la maggior iniziativa governativa brasiliana per il contrasto alla fame nella storia del paese sudamericano e si basa su iniziative simili messe in campo dai governi precedenti.

## Effetti
Il programma ha sicuramente contribuito ai recenti miglioramenti del Brasile nella lotta contro la povertà, secondo una ricerca promossa da alcune università e dall'Istituto Brasiliano di Geografia e Statistica (IBGE). Una valutazione econometrica ex ante del programma Bolsa Escola ha riscontrato effetti significativi sia sulle presenze scolastiche, sia sul numero di bambini coinvolti nel lavoro minorile.
La Banca Mondiale, che ha istituito nel giugno 2005 un progetto denominato Bolsa Família Project per assistere il governo brasiliano nella gestione del programma Bolsa Família, ha dichiarato che "Anche se il programma è relativamente giovane, alcuni risultati sono già evidenti, tra cui: (... ) contributo ad una migliore istruzione, un buon impatto sullo sviluppo dei bambini, miglior consumo alimentare, miglioramento qualitativo della dieta della popolazione ".
Uno studio effettuato dall'UNDP ha evidenziato che l'80% dei benefici del progetto Bolsa Familia giungono alle famiglie povere, che hanno un reddito inferiore alla metà del salario minimo procapite, quindi la maggior parte dei benefici giungono effettivamente ai bisognosi. Il progetto è inoltre risultato essere il responsabile del 20% della riduzione delle diseguaglianze sociali avvenuta in Brasile dal 2001.
Una ricerca promossa dalla Banca Mondiale mostra una significativa riduzione del lavoro minorile tra i bambini che hanno beneficiato del programma Bolsa Familia.
Un effetto positivo del programma che non appare immediatamente è il significativo impatto che esso ha sulla capacità di nutrirsi delle famiglie più povere. I bambini nelle scuole pubbliche ricevono gratuitamente un pasto al giorno (due nelle aree più povere), sgravando così le uscite familiari dovute all'acquisto del cibo. In un sondaggio condotto tra i beneficiari del Bolsa Familia, l'82% ha dichiarato di mangiare meglio, inoltre è risultato che le entrate delle famiglie più povere sono aumentate del 25%.

## Critiche
Nel 2003, David de Ferranti, il rappresentante per l'America Latina ed i Caraibi della Banca Internazionale per la Ricostruzione e lo Sviluppo, facente capo alla Banca Mondiale, ha criticato il programma accusandolo di una mancanza di chiara messa a fuoco, dicendo che esso non combatte la povertà e la disparità sociale nel paese. Inoltre ha criticato il meccanismo delle donazioni e la raccolta e distribuzione del cibo.
Fome zero è considerato dai partiti di opposizione brasiliani (principalmente il PSDB e il PFL) un fallimento dovuto all'incapacità del governo a gestire effettivamente il programma.
Murilo Zauith, un deputato federale del PFL, nel marzo 2005 ha dichiarato il malfunzionamento del programma, citando come esempio la morte per malnutrizione di numerosi bambini indigeni presso la città di Dourados, nello Stato del Mato Grosso do Sul. Tuttavia Humberto Costa, Ministro della Salute all'epoca, considerò il numero di decessi nella media e non allarmante.